# Căianu
Căianu é uma comuna romena localizada no distrito de Cluj, na região histórica da Transilvânia. A comuna possui uma área de 55.11 km² e sua população era de 2474 habitantes segundo o censo de 2007.